# 아드난 카이랄라

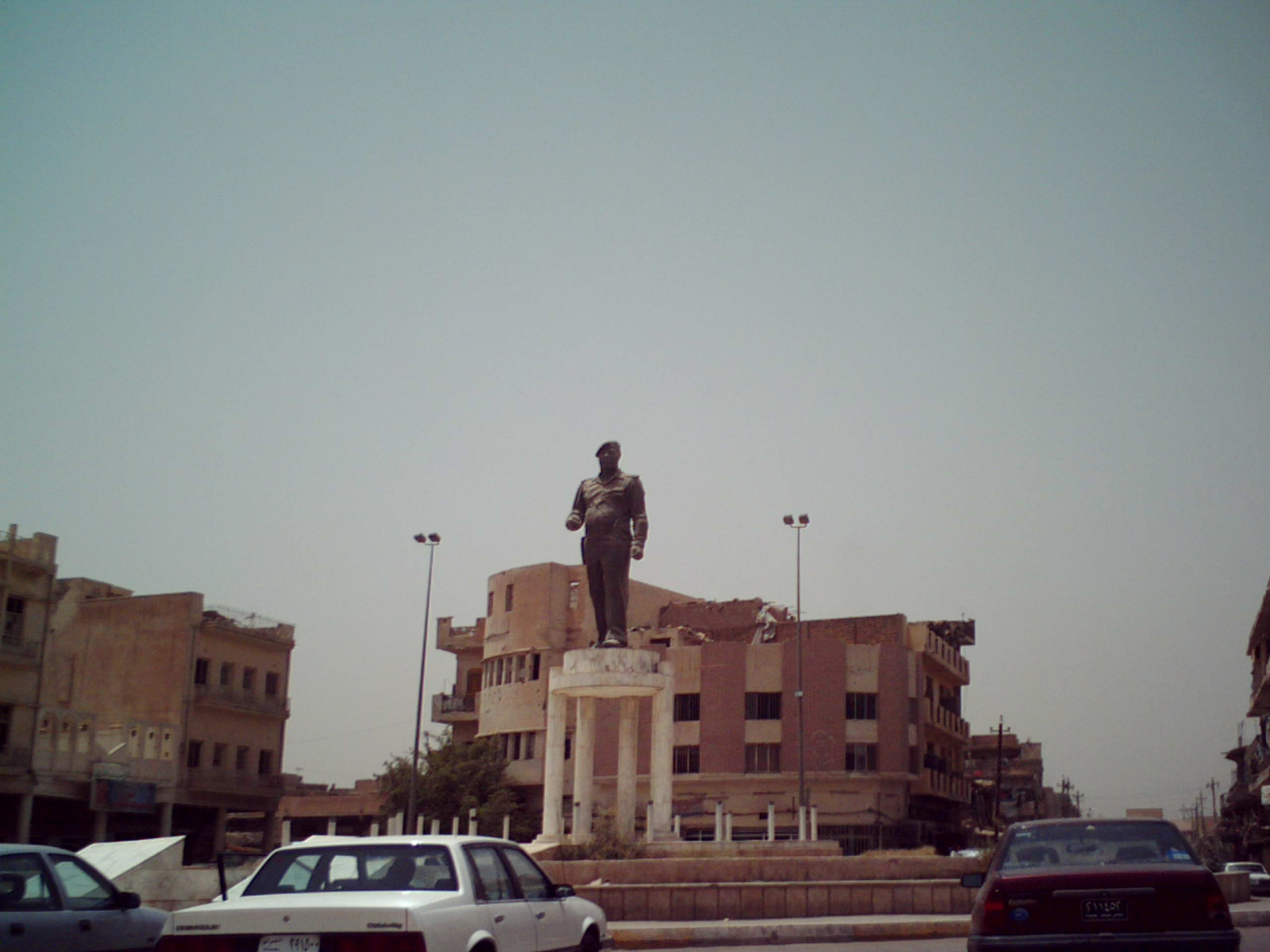
2006년 아드난 카이랄라의 동상

아드난 카이랄라(Adnan Khairallah, ? ~ 1989년 5월 4일, عدنان خير الله طلفاح)는 이라크의 군인이자 정치인으로 독재자 사담 후세인의 사촌이다.
이라크 혁명 지위위원회의 일원으로 1980년대 이란-이라크 전쟁 당시 국방장관을 역임했으나 1989년 5월 4일 모술 근처에서 헬리콥터 폭발로 사망했다.
사후 후세인 알 카멜과 알리 하산 알 마지드에 의한 음모로 밝혀졌고 그의 동상은 2009년에 완전히 제거되었다.